# 夏木志朋
夏木 志朋（なつき しほ、1989年6月1日 - ）は、日本の小説家。

## 経歴・人物
大阪府東大阪市生まれ。大阪市立第二工芸高等学校卒業後、不動産会社に勤める。2016年より一年間大阪文学学校に在籍した後 、2019年に「Bとの邂逅」で第9回ポプラ社小説新人賞を受賞 。2020年、同作を改題した『ニキ』でデビューする。同作は文庫版も含め16万部超えのベストセラーとなる。単行本2作目となる『Nの逸脱』は第173回直木三十五賞候補作になる。

## 作品リスト

### 単著
- 『ニキ』（2020年9月 ポプラ社 ISBN 978-4591167205 / 『二木先生』2022年9月 ポプラ文庫 ISBN 978-4591174869）
  - 文庫化に際し『二木先生』に改題。
  - 繁体字版『二木老師』（2022年4月 獨步文化 ISBN 978-6267073476）
- 『Nの逸脱』（2025年1月 ポプラ社 ISBN 978-4591184059）
  - 第173回直木三十五賞候補作
- 『ゲーム実況者AKILA』（2025年3月 スターツ出版文庫 ISBN 978-4813717225）

### アンソロジー
- 『私を変えた真夜中の嘘』（2024年6月 スターツ出版文庫 ISBN 978-4813716006）
  - 収録作「ファン・アート」は『ゲーム実況者AKILA』にも収録。

### 未収録作品
- 「ヘルシー」 - 『小説新潮』2021年6月号
- 「殺人鬼、マッチングアプリはじめました」 -『小説 野性時代』2021年9月号